# Маргарита (муниципалитет)
Маргарита (итал. Margarita) — коммуна в Италии, располагается в регионе Пьемонт, в провинции Кунео.
Население составляет 1388 человек (2008 г.), плотность населения составляет 126 чел./км². Занимает площадь 11 км². Почтовый индекс — 12040. Телефонный код — 0171.
Покровителем населённого пункта считается святой папа Лев I, празднование в первое воскресение августа.

## Демография
Динамика населения:

## Администрация коммуны
- Официальный сайт: http://www.comune.margarita.cn.it